# Citibank
Die Citibank ist einer der größten Finanzdienstleister der Welt für Privatkunden. Sie gehört zur Citigroup und hat ihren Hauptsitz in New York City. Vormals trug sie die Namen City Bank of New York und First National City Bank of New York.

## Geschichte
Sie wurde 1812 als City Bank of New York gegründet. 1894 wurde sie die größte Bank der USA. 1902 begann sie, international zu expandieren und wurde die erste große US-Bank mit einer Auslandsabteilung. Bis 1930 wurde sie die weltgrößte Bank mit 100 Filialen in 23 Ländern außerhalb der USA. Während des Zweiten Weltkriegs betreute die Bank die amerikanischen Geschäfte des Nazi-Regimes (zum Beispiel mit Ford). 1955 wurde sie in The First National City Bank of New York umbenannt, 1962 in First National City Bank und 1976 in Citibank. 1989 betrug die Bilanzsumme der damals als Citicorp firmierenden Muttergesellschaft rund 227 Milliarden US-Dollar.

## Internationale Präsenz
Die Citibank ist laut eigenen Angaben in über 100 Ländern auf sechs Kontinenten vertreten.
Im Juli 2008 gab die Citigroup bekannt, dass der Crédit Mutuel das deutsche Privatkundengeschäft der Citibank kauft, der Preis betrug 4,9 Milliarden Euro zuzüglich der im Geschäftsjahr 2008 bis zum Zeitpunkt der Übernahme erzielten Gewinne. Crédit Mutuel durfte die Marke Citibank in Deutschland bis März 2010 unter Lizenz weiter nutzen. Das Firmenkundengeschäft, zusammengefasst in der Citigroup Global Markets Deutschland AG & Co. KGaA in Frankfurt am Main, verblieb jedoch weiterhin bei der Citibank-Gruppe. Bedingt durch den Verkauf der deutschen Citibank an Crédit Mutuel wurde am 22. Februar 2010 aus der Citibank Deutschland die Targobank.  Die Umbenennung wird jedoch auch mit der Rückgewinnung von verlorengegangenem Kundenvertrauen in Verbindung gebracht, da viele Kunden der Citibank im Gefolge der Lehmann-Pleite Vermögen verloren hatten.
Im Dezember 2011 wurde bekanntgegeben, dass das belgische Privatkundengeschäft der Citibank Belgium NV an Crédit Mutuel Nord Europe (CMNE) verkauft wird. Die endgültige Abwicklung erfolgte am 30. April 2012. Angaben über den Kaufpreis wurden nicht gemacht. Die Vertragspartner haben sich darauf geeinigt, dass der Markenname vorübergehend unter Lizenz weitergenutzt werden kann. Der neue Markenauftritt werde zu gegebener Zeit bekanntgegeben. Mit der Vereinbarung ist damit erneut ein Unternehmen aus dem Citi-Konzern Teil der Crédit-Mutuel-Bankengruppe geworden. Zwischenzeitlich ist bekanntgemacht worden, dass die Citibank Belgien künftig den Namen Beobank tragen wird.